# Laphris collaris
Laphris collaris là một loài bọ cánh cứng trong họ Chrysomelidae. Loài này được Yang in Yang miêu tả khoa học năm 1992.